# Mujeres en Armenia

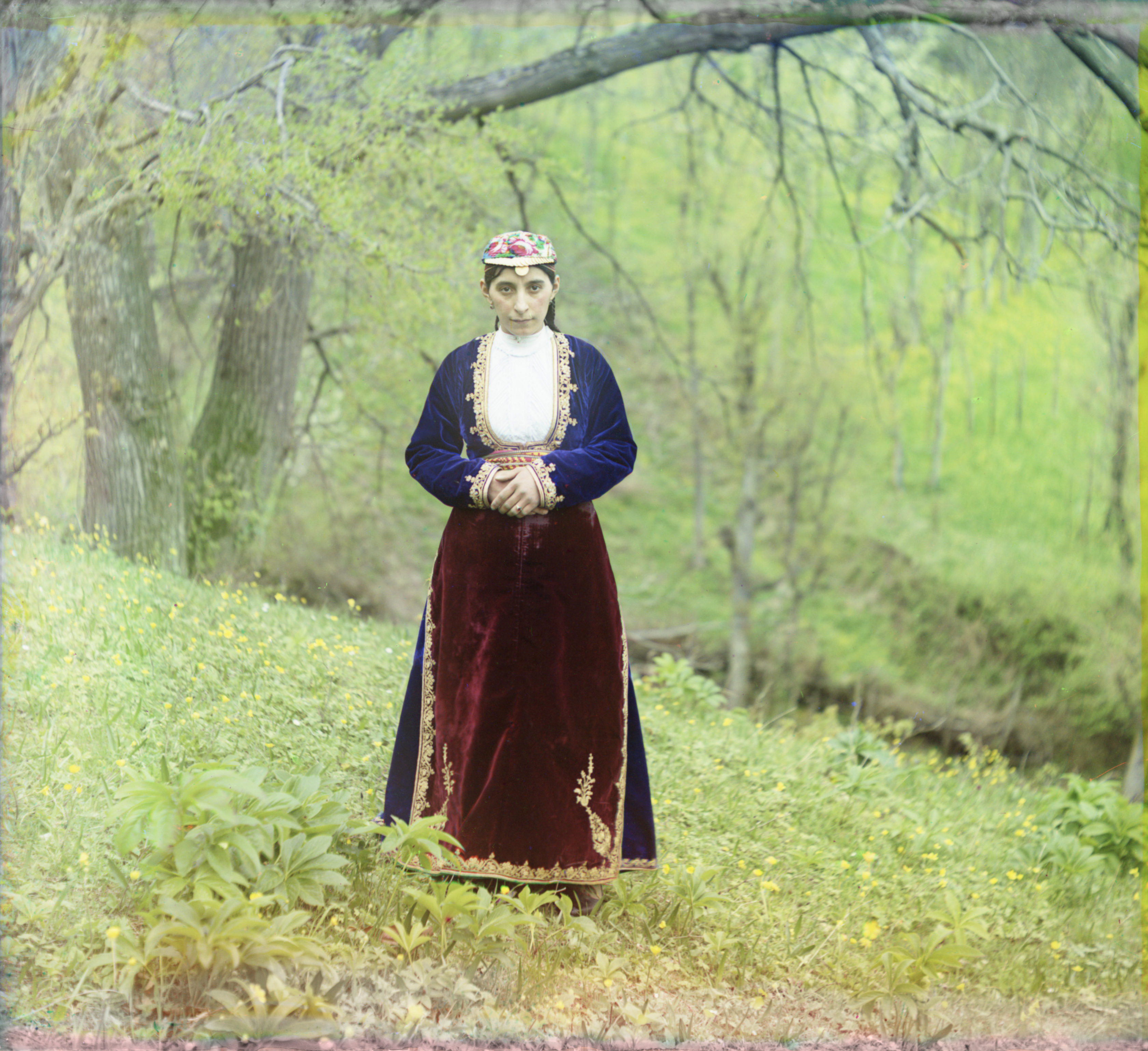
Joven armenia con su vestimenta tradicional (1910)

Las Mujeres de Armenia tienen los mismos derechos civiles que los hombres, incluido el derecho al voto, desde el establecimiento de la Primera República de Armenia. El 21 y 23 de junio de 1919, se llevaron a cabo las primeras elecciones parlamentarias directas en Armenia bajo sufragio universal: todas las personas mayores de 20 años tenían derecho a votar independientemente de su género, etnia o creencias religiosas. La legislatura de 80 escaños, incluyó a tres mujeres diputadas: Katarine Zalyan-Manukyan, Perchuhi Partizpanyan-Barseghyan y Varvara Sahakyan.
La constitución de la actual República de Armenia, aprobada en 1991, garantiza la igualdad de género por lo establecido en el artículo 30 de la misma. Esto ha permitido que las mujeres armenias sean partícipes de las esferas de la vida nacional. Estas han realizado un destacado aporte al mundo de la literatura, la política, la música, el entretenimiento, entre otros. 

## Trabajo y negocios

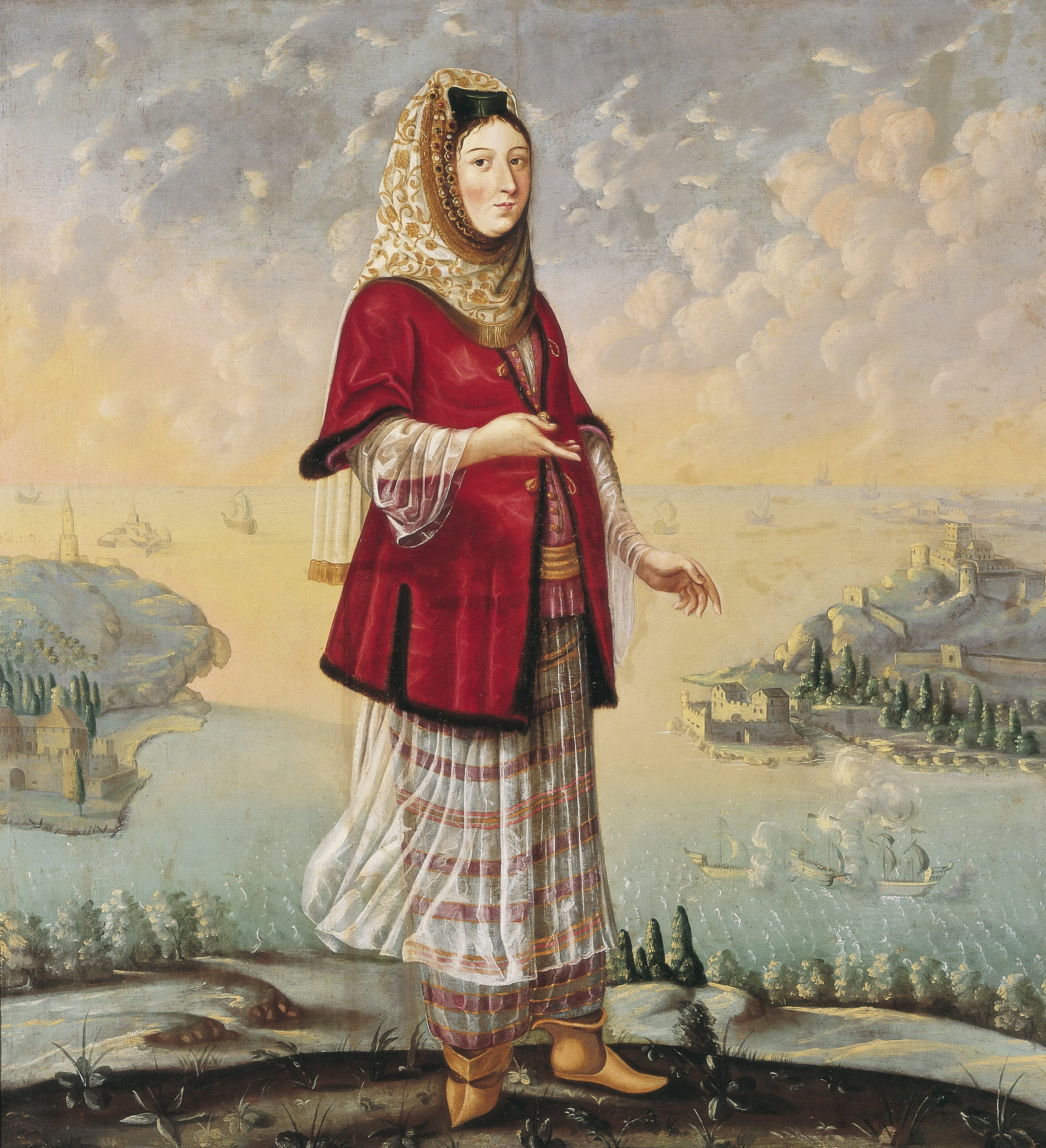
Pintura de una mujer armenia (1682)

Según la encuesta realizada en 2011, por la organización internacional Grant Thornton Internacional, el 29% de los principales cargos administrativos de Armenia fueron ocupados por mujeres en 2010. Sin embargo, esto se redujo a un 23% en 2011. Con base en un informe por las Naciones Unidas,  habrían 24 alcaldesas y líderes comunitarias en el país en 2011; otras 50 mujeres ocuparon cargos administrativos de bajo nivel.

## Estatus tradicional
Varias feministas armenas, como Sibil, hacia comienzos del siglo XX hasta la actualidad, hayan logrado construir un entorno más amigable para las mujeres en materia de la visión social del país y las antiguas leyes armenias. El código legal de Mkhitar Gos, que data del siglo XII, buscaba elevar el estatus de las mujeres desde su antiguo nivel, pero de forma paradójica consagraba explícitamente la dominación del hombre, e ilegalizaba el divorcio (incluso en los casos de violencia doméstica) o la violación conyugal. Al parecer, sus elementos más progresistas jamás fueron aplicados en la sociedad en general, y durante los siglos XVIII y XIX, tanto informes internos como externos criticaron enormemente el bajo nivel de estatus que poseían las mujeres en la sociedad tradicional armenia. Las mujeres casadas vivían en calidad de esclavas virtuales dentro de sus propias familias, aunque esta situación iba mejorando gradualmente con la edad. Durante su primer año de matrimonio, la mujer no podía hablar con nadie a excepción de su marido, ni salir de su hogar. En algunos pueblos, estas restricciones continuaron incluso después del nacimiento del primer hijo, y pueden durar más de 10 años. El suicidio femenino era más común que el masculino, en donde se reflejaba un marcado contraste con la situación en Occidente.
A pesar de la infravaloración de las mujeres en la sociedad armenia, la Iglesia apostólica armenia permitía que las mujeres de edad avanzada tuvieran mayores oportunidades de asumir roles clericales que cualquier otra iglesia cristiana. Sin embargo, a diferencia de las otras iglesias ortodoxas orientales, esta iglesia estaba fuertemente en contra del divorcio, por lo que no era de esperar que Armenia siempre haya sido uno de los países cristianos con menor tasa de divorcios.

## Violencia contra las mujeres
Según la Organización Mundial de la Salud, entre el 10% y 60% de las mujeres armenias sufrieron violencia doméstica en 2002; la incertidumbre del datos se debió a las faltas de denuncias de este tipo en Armenia. Se dice que el subregistro se debe al tratamiento de la violencia doméstica como un asunto familiar privado. Aun no existen leyes bien establecidas, que condenen la violencia doméstica y en contra de cualquier discriminación de género. Además, si una mujer se divorciaba de su marido -aunque este fuese abusivo- era visto como una ''desgracia social'', y tanto la familia de la mujer que pide el divorcio y quienes denuncian violencia domésticas son vistos con vergüenza. Otros factores que causan esto son la falta o reducido nivel de educación de las mujeres armenias sobre sus derechos, y como protegerse de cualquier clase de maltrato.

## Estatus político

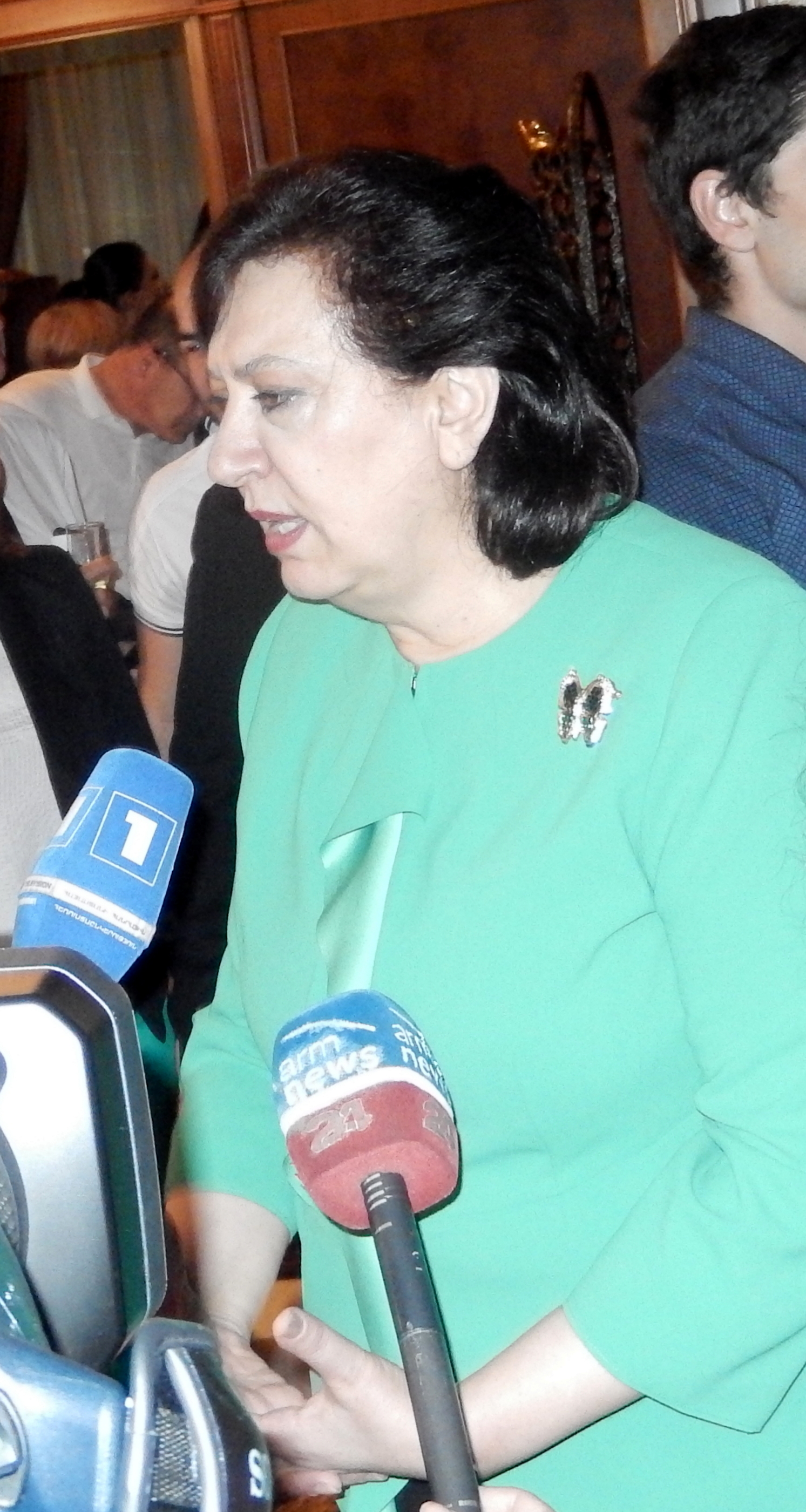
Hranush Hakobyan (1954-), una de las principales responsables en incorporar a las mujeres en la política armenia.

En mayo de 2007, a través del decreto legislativo conocido como "ley de cuota del género", se alentó a las mujeres armenias a involucrarse más en la política. Ese mismo año, solo 7 mujeres lograron obtener escaños parlamentarios. Entre ellas estaba Hranush Hakobyan, la mujer que más tiempo ocupó el cargo de diputada de la Asamblea Nacional de Armenia. La relativa falta de mujeres en el gobierno armenio fue considerada entre las menos representativas y más bajas del mundo, por parte de observadores internacionales. Además, la posición de las mujeres en la política es considerada a menudo en la esfera privada. Y a veces, su entrada en la esfera pública se valoran cuando presentan la imagen del ideal femenino basándose en las expectativas sociales, los cuales siguen siendo una traba al acceso político, económico y social de las mujeres. Arpine Hovhannisyan es la primera mujer en ejercer el cargo de Ministra de Justicia de Armenia. También es política y abogada.

## Salud y bienestar
Entre 2010 y 2011, durante el Mes de la Mujer y como parte del programa benéfico "Por tí, Mujeres", el Centro Médico Surb Astvatcamayr con sede en Ereván, ofreció tratamiento ginecológico y quirúrgicos a las mujeres durante todo el mes. Tras ello, las mujeres de todo el país fueron a recibir el tratamiento.

## Aborto selectivo por sexo
Se ha reportado que el aborto selectivo por sexo ha sido un problema de carácter nacional, debido a las normas sociales que consideran preferible tener un hijo a que una hija. No obstante, debido a la fuerte emigración bajo la forma de "fuga de cerebro", donde los jóvenes armenios varones se van del país en busca de trabajo,  hay más mujeres que hombres jóvenes, sobre todo entre las personas de 20 años: las mujeres representan el 55.8% de la población entre 15 y 29 años.

## Literatura

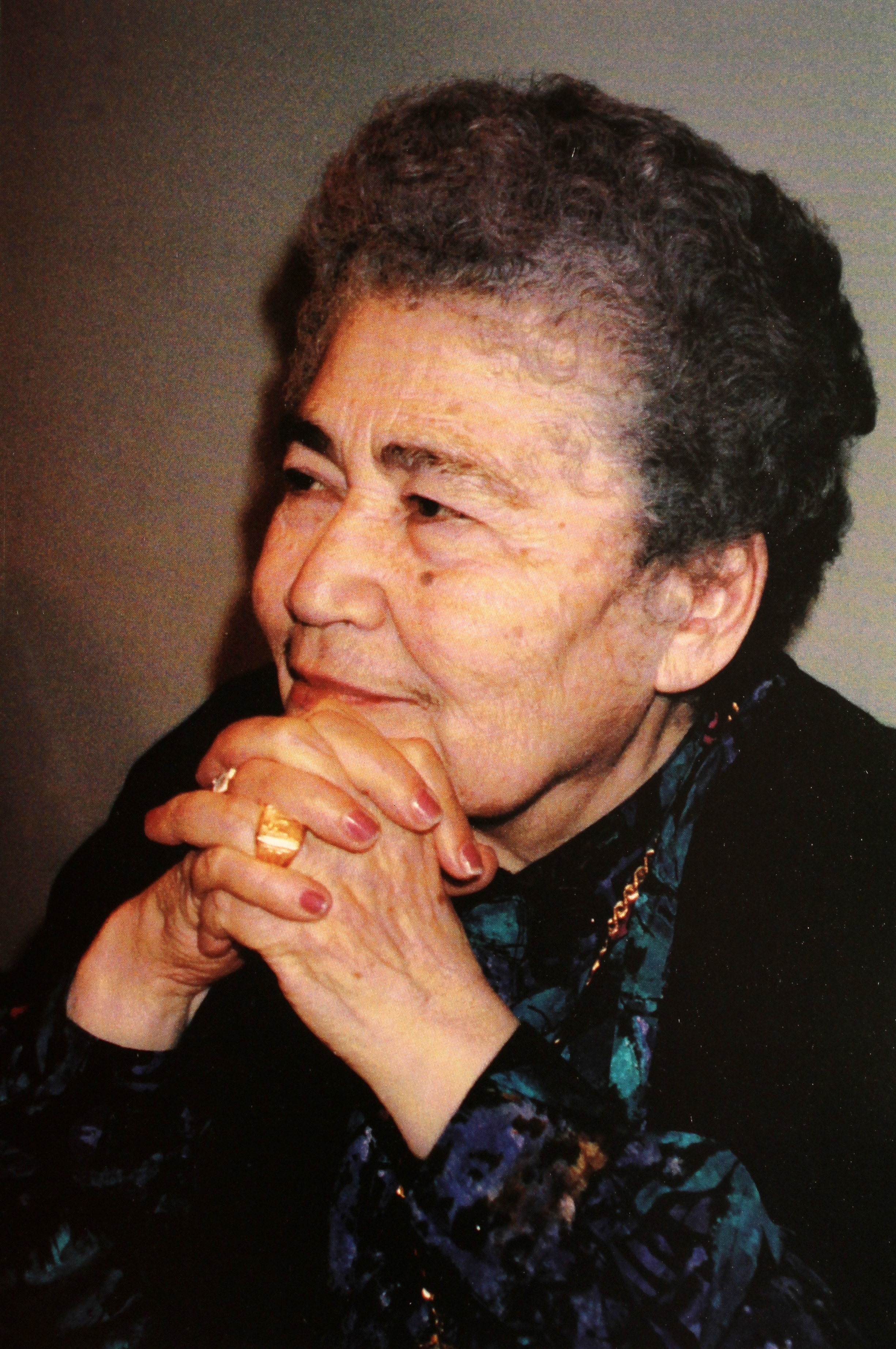
Silva Kaputikyan (1919-2006), una de las poetisas más célebres de Armenia durante el.

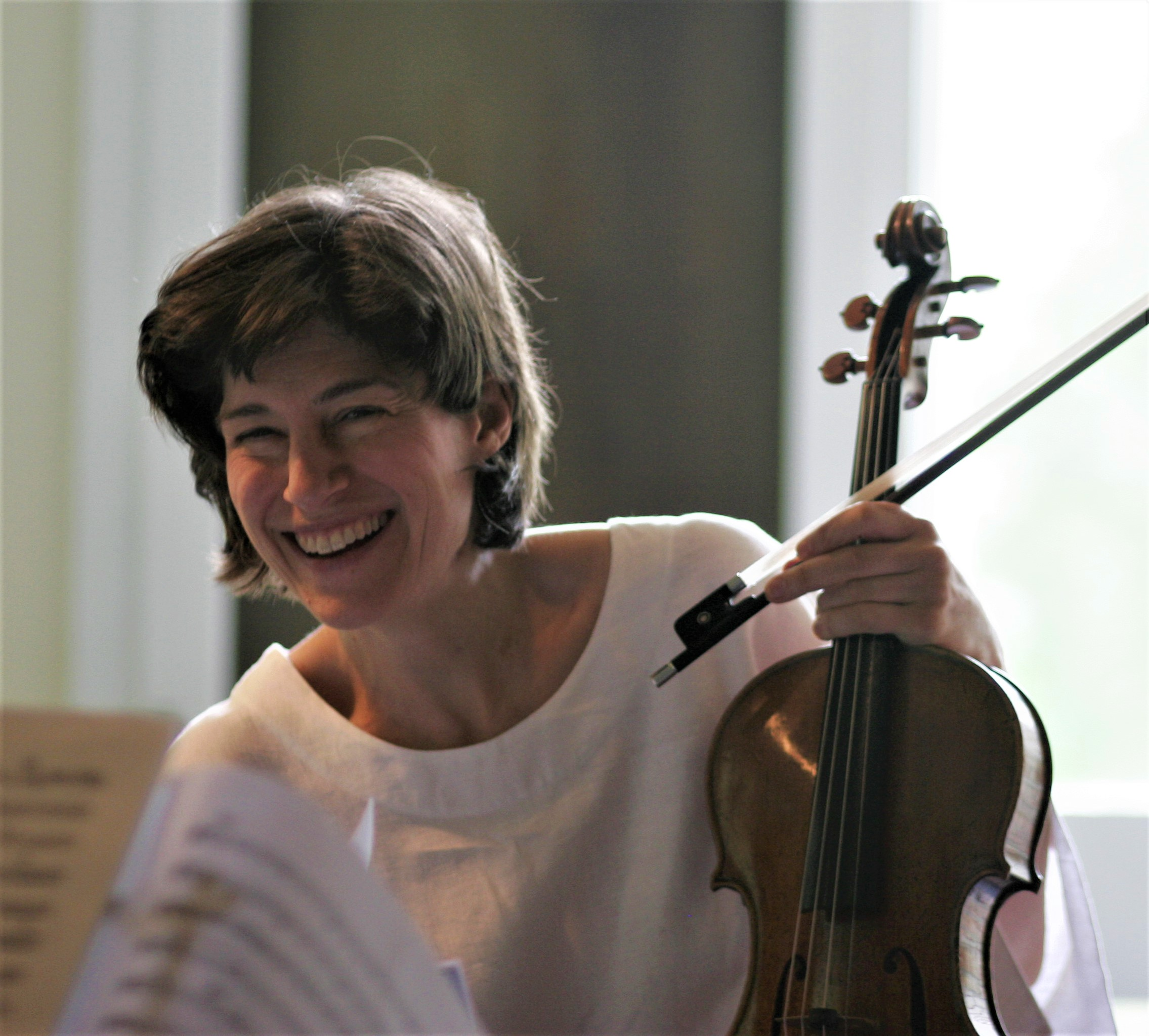
Kim Kashkashian (1952-), violista estadounidense, ganadora del premio Grammy en 2013.

La expresión literaria más antigua de las mujeres armenias disponibles en la actualidad, se basa en una serie de poemas escritos por dos mujeres del siglo VIII: Khosrovidukht de Goghtn y Sahakdukht de Syunik. Tras el renacimiento literario armenio del siglo XIX, y la epansión de las oportunidades educativas para las mujeres, hizo que surgieran varias escritoras feministas de la época como Srpouhi Dussap, considerada como la primera novelista del país.   Ella, al igual que su contemporánea, Zabel Sibil Asadour, están generalmente asociadas con Constantinopla y la tradición literaria armenia occidental. Zabel Yesayan, también nacida en Constantinopla, puso fin a la brecha con la literatura armenia oriental, tras asentarse en la Armenia soviética en 1933. El renacimiento literario y su voz acompañante de protesta también tuvo sus representantes en Oriente, como la poetisa Shushanik Kurghinian en Tiflis, Georgia (1876–1927). Silva Kaputikyan y Maro Markarian son quizás las principales poetisas de la República de Armenia del siglo XX, y continuaron la tradición del discurso político, por medio de la poesía.

## Destacadas mujeres armenias
Princesas y Reinas:
- Erato: reina que estuvo al servicio de los romanos entre el año 10 A.C y 2 A.C; esposa y hermana del rey Tigranes IV.
- Ashkhen: esposa de Tiridates III de Armenia (287-330)
- Isabela: reina del Reino armenio de Cilicia (1219–1252)

Era contemporánea
- Zabel Yesayan (1878–1943): novelista y traductora
- Silva Kaputikyan (1919–2006): una de las escritoras armenias más célebres del siglo XX[21]
- Gohar Gasparián (1924–2007): cantante de ópera
- Lusine Zakaryan (1937–1992): cantante de soprano
- Galya Novents (1937–2012): actriz de teatro y cine
- Hasmik Papian (1961-): cantante de soprano
- Zaruhi Postanjyan (1972-): política, activista y diputada
- Nazik Avdalyan (1986-): levantadora de pesas, campeona mundial en 2009
- Susianna Kentikian (1987-): boxeadora profesional, excampeona mundial de peso liviano

Mujeres de la diáspora armenia (ascendencia completa)
- Diana Abgar (1859-1937): escritora, diplomática y embajadora de Japón de la República Democrática de Armenia
- Aurora Mardiganian (1901-1994): escritora, actriz y sobreviviente del genocidio armenio
- Kay Armen (1915–2011): cantante de nacionalidad estadounidense
- Irene Zazians (1927–2012): actriz de nacionalidad iraní
- Sylvie Vartan (1944-): cantante y actriz nacida en Bulgaria, con nacionalidad francesa
- Kim Kashkashian (1952-): violista de nacionalidad estadounidense, ganadora de un Grammy
- Angela Sarafyan (1983-): actriz de nacionalidad estadounidense
- Tatev Abrahamyan (1988-): gran maestra de ajedrez, de nacionalidad estadounidense

Mujeres destacadas con ascendencia armenia parcial
- Cher (1946-): cantante de nacionalidad estadounidense
- Stephanie (1987-), cantante y compositora de nacionalidad japonesa
- Anna Der-Vartanian (1920-): primera suboficial en jefe de la historia de la Armada de los Estados Unidos
- Sian Elias (1949-): Jefa judicial de Nueva Zelanda